# 맷 퓨리
맷 퓨리 (Matt Furie, 1979년 8월 14일 ~ )는 미국의 만화가, 화가이다. 그는 그의 2005년 데뷔 만화 보이즈 클럽 (Boy's Club) 시리즈의 등장인물 페페 더 프로그의 원작자로 잘 알려져 있다. 우스꽝스러운 이 캐릭터는 2000년대 후반에서 2010년대 초반까지 유명 인터넷 밈으로 자리잡았다. 2015년에 밈이 알트우파에 의해 공동 채택되고 2016년에 반명예훼손연맹에 의해 혐오 상징으로 지정된 후, 퓨리는 혐오와 관련된 맥락에서 저작권 침해 사례를 추구하며 캐릭터를 되찾기 위한 캠페인을 벌였다.
오하이오주 콜럼버스 출신으로 오하이오 웨슬리안 대학교를 졸업했다. 보이즈 클럽 시리즈 이외에도 그림과 만화를 비롯해 창작했고 아동 도서 '밤의 라이더' (The Night Riders, 2012), '마음의 점성'(Mindviscosity, 2020), '트리고어 미궁'(Trigore Labyrinth, 2023) 등을 출간했다.

## 생애
맷 퓨리는 1979년 8월 14일 오하이오주 콜럼버스에서 태어났다. 증조부는 시칠리아 출신이다. 콜럼버스 미술 디자인 대학에서 여름 수업을 들은 후 오하이오 웨슬리안 대학에서 미술을 공부하여 2001년에 학사 학위를 받았다.
졸업 후, 퓨리는 샌프란시스코로 이사 후 중고물품 판매점의 장난감 코너에서 일했다.

## 미술과 만화
퓨리는 2000년대 초반부터 만화와 그림을 제작해왔다.그의 작품은 사이키델릭 아트 이미지와 "아이들 그림의 매력적인 자발성"을 혼합하는 것으로 묘사되었다. 그의 창작물에는 대중 문화의 등장인물들을 "뒤집어진 버전"이 포함되어 있다. 그는 자신의 스타일을 "히에로니무스 보쉬(Hieronymus Bosch)와 브뢰헬(Breughel), 그리고 머펫(the Muppets)과 심슨 가족의 일종의 혼합"이라고 묘사했다.작품은 미국과 유럽에서 전시했다. 그는 샌프란시스코 베이 가디언에서 최고의 시각 예술가로 골디 상을 받았다.

### 보이즈 클럽 (Boy's Club)
퓨리는 2004년경에 의인화된 양서류 캐릭터 "개구리 페페"를 만들었다. 마이크로소프트 페인트를 사용하여 만든 만화에서 처음으로 그의 잡지 "플레이 타임"의 등장인물로 등장했다. 그 캐릭터는 세 명의 동물 룸메이트와 함께하는 "평화로운 개구리 친구"였다.그는 이 만화를 2005년 마이스페이스에 일련의 블로그 포스트에 올렸다. 그의 만화책 "보이즈 클럽" 1권은 2006년 팀 굿이어의 10대 다이너소어 (Teenage Dinosaur)에 의해 출판되었다.
개구리 페페 캐릭터는 2008년까지 인기있는 인터넷 밈이 되었다.푸리의 만화는 잡지 "더 빌리버"(The Believer)에 컬러로 인쇄되었다. 그는 2012년까지 "보이즈 클럽"을 계속 제작했으며, 2권과 3권은 잡지 부에나벤투라 프레스(Buenaventura Press)에서 발행했다. 퓨리는 페페 더 프로그에게 플레잉 카드, 의류 제품, 인디 비디오 게임, 그리고 플러시 장난감에 사용할 수 있도록 라이선스를 주었다. 그는 이후 2015년과 2016년에 웹사이트 "더 닙" (The Nib)으로 페페 만화를 출판했다. 2017년 4월호 잡지 "매드" (Mad)에서, 퓨리는 알프레드 E. 노이먼(Alfred E. Neuman)을 개구리 페페 버전으로 만들었다.
2012년에 삽화가 있는 아동 도서 "더 나이트 라이더" (The Night Riders)를 출판했다. 맥스위니 (McSweeney's)에 의해 출판된 대화가 없는 책은 개구리와 쥐의 밤 산책에 관한 내용이다.

### 개구리 페페의 밈화
2014년,개구리 페페와 관련된 밈은 4chan과 8chan 인터넷 포럼에서 인기를 끌었다. 페페의 대부분의 사례는 증오와 관련된 맥락에서 사용되지 않았지만, 캐릭터는 백인 민족주의와 백인 민족주의자들에 의해 마스코트로 공동 채택되었고, 백인 우월주의와 신나치주의 이념을 지지하는 밈에 사용되었다.페페의 이미지는 2016년 도널드 트럼프의 대통령 선거 운동 지지자들에 의해 사용되었다. 트럼프 본인과 아들 모두 소셜 미디어 게시물에 등장하는 캐릭터를 이용해 밈을 공유했다.
반명예훼손연맹은 2016년 9월 개구리 페페를 반명예훼손연맹이 지정한 상징물 목록에서 혐오 상징물로 지정했다. 퓨리는 "궁극적으로 페페가 평화와 아이들이 인터넷에서 서로 공유하기 좋아하는 멋지고 쿨한 개구리의 상징으로 살아가기를 바란다."라고 말하며 그의 캐릭터가 증오의 상징으로 사용되는 것에 실망감을 표현하고 그것을 되찾기 위한 캠페인을 시작했다. 그는 #SavePepe 해시태그 캠페인을 이끌었고, 페페가 그의 만화 중 하나에서 증오의 상징으로 변신하는 것에 대해 악몽을 꾸는 것을 묘사했다. 2017년, 그는 페페가 죽고 장례식을 치르는 만화의 줄거리를 썼다.

### 개구리 페페 관련 소송
개구리 페페를 증오의 상징으로 사용하는 것에 대항하기 위해서, 퓨리는 법률 회사 윌머 헤일(Wilmer Hale)과 변호사 루이즈 W. 톰프로스 (Louis W. Tompros)와 협력했다. 이들은 페페의 상업적 이용에 대한 저작권 침해 사건을 디지털 밀레니엄 저작권법과 중단 서한을 이용하여 추적했다. 저작권 침해로 처음 도전을 받은 작품 중에는 에릭 하우저의 2017년 어린이 책 "페페와 페데의 모험"(The Adventures of Pepe and Pede)이 있었는데, 페페 캐릭터를 활용한 책으로 '인종차별적이고 이슬람 혐오적이며 증오로 가득 찬 주제'를 가지고 있었다. 2017년 8월, 하우저는 책 판매를 중단하고 수익금을 미국-이슬람 관계 위원회에 기부해야 했다.

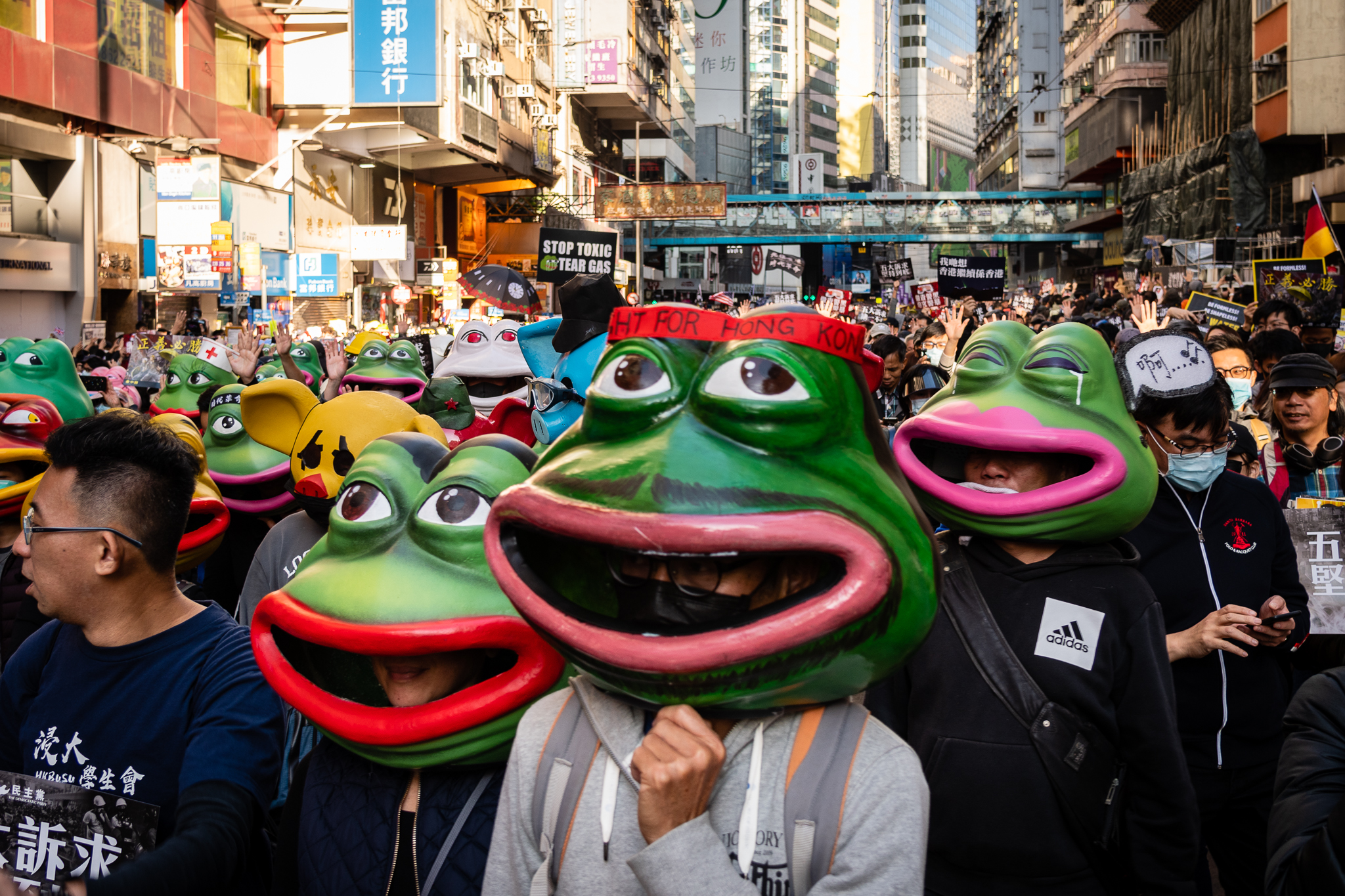
2019년 홍콩에서 개구리 페페 가면을 쓴 시위대

퓨리는 지난 2018년 3월 가짜뉴스 웹사이트 인포워즈(Infowars)가 자사 웹사이트에서 판매한 포스터 속 개구리 페페 이미지를 사용한 것에 대해 저작권 침해 혐의로 고소했다. 합의금으로 인포워즈는 이미지 사용료로 15,000달러를 지불하기로 합의했다. 퓨리는 수익금을 양서류 보호 단체인 "세이브 더 프로그즈" (Save the Frogs)에 기부할 의사를 밝혔다. 퓨리는 네오나치 웹사이트 "더 데일리 스토머"와 서브레딧 r/The_Donald의 페페 관련 상품 판매를 막는 소송도 제기했다. 그는 리차드 B. 스팬서 (Richard B. Spencer), 베이크드 알레스카 (Baked Alaska), 그리고 마이크 세르노비치 (Mike Cernovich)를 포함하여 페페 이미지를 사용하는 유명한 극우 인사들에 대한 법적 치료를 추구했다. 퓨리는 제시카 런던(Jessica Logsdon)을 상대로 저작권 침해 소송을 해결했는데, 제시카 런던은 소총을 휘두르는 페페, 백악관 앞에서 복면을 쓴 페페, 미국 국경장벽 너머로 총을 겨누는 페페의 모습을 포함한 그림을 그렸다.
2019년 개구리 페페는 미국 정치와는 별개의 맥락에서 2019-2020년 홍콩 시위의 상징이 되었다.

### 페페 더 프로그 이후의 작품
퓨리와 그의 파트너는 2018년 레프트필드 갤러리 (Left Field Gallery)에서 그들의 작품을 전시했다. 그는 2020년 다큐멘터리 영화 "느낌 좋은 남자" (Feels Good Man)의 주연을 맡았다. Furie의 2020년 책 "마음점도" (Mindviscosity)는 팬터그래픽스(Fantagraphics)와 함께 출판되었다. 2023년에는 아티스트 스키너(Skinner), 윌 스위니(Will Sweeney)와 협업한 책 트리고어 미궁 (Trigore Labyrinth)을 출간했다.

## 개인사
퓨리는 아내 예술가 아이야나 우데센(Aiyana Udesen), 딸과 함께 로스앤젤레스에 거주하고 있다.